# Runnin' with the Devil
«Runnin' with the Devil» es una canción de la banda de hard rock Van Halen, es el primer tema de su álbum debut Van Halen de 1978.
En 2009 fue elegida la novena canción más grandiosa de hard rock por el canal estadounidense VH1.
A menudo es considerada la canción que lanzó definitivamente al estrellato a Van Halen, haciendo que se definiera su estilo y abriera el primer álbum de la banda.[cita requerida] La canción tiene la distinción de ser una de las pocas canciones de Van Halen en la que Eddie Van Halen utiliza un overdub de guitarra.

## La canción
El sonido de las bocinas de los coches del principio de la canción, fueron tomado de los coches de la banda y unidos entre sí con una batería. Justo antes de que el riff principal inicie, el sonido agudo de la guitarra es pulsado hacia atrás a través de un puente. La letra de la canción estuvo inspirada de la canción de Ohio Players «Runnin' from the Devil».

## Curiosidades
De acuerdo con el episodio de Megadeth de la serie de VH1, Behind the Music, el cantante y guitarrista Dave Mustaine descubrió el bajista original de la banda, David Ellefson, tocando la línea del bajo de «Runnin 'With The Devil» temprano en la mañana en el apartamento, diciendo al respecto: «El vivía abajo de mí casa y lo oí tocar el bajo a la primera hora de la mañana y no tengo nada en contra de Van Halen, pero esa es la línea de bajo más horrible que puedes escuchar si estás de resaca».